# Vicki Mowat
Pour les articles homonymes, voir Mowat.
Vicki Mowat  est une femme politique provinciale canadienne de la Saskatchewan. Elle représente la circonscription de Saskatoon Fairview à titre de députée du Nouveau Parti démocratique depuis une élection partielle en 2017.

## Biographie
Mowat est une ancienne doyenne associée aux Affaires autochtones de l'Université de la Saskatchewan et une membre retraitée des Forces armées canadiennes ayant servi à titre d'Instructrice cadre de cadets,.